# Saint-Thélo
Saint-Thélo è un comune francese di 432 abitanti situato nel dipartimento delle Côtes-d'Armor nella regione della Bretagna.

## Società

### Evoluzione demografica
Abitanti censiti